# Georg Eisenreich
Georg Eisenreich (ur. 6 grudnia 1970 w Monachium) – niemiecki polityk i prawnik, działacz Unii Chrześcijańsko-Społecznej (CSU), deputowany do Landtagu Bawarii, minister w rządach Bawarii, członek Bundesratu.

## Życiorys
W 1990 zdał egzamin maturalny, po czym studiował prawo na Uniwersytecie Ludwika i Maksymiliana w Monachium. W 1999 zdał drugi państwowy egzamin prawniczy. Od 2001 pracuje jako adwokat w Monachium (obecnie zawodowo nieaktywny).
W 1990 wstąpił do Unii Chrześcijańsko-Społecznej. W latach 1999–2021 był przewodniczącym struktur CSU w okręgu Monachium Południe. Od 2011 do 2021 pełnił funkcję zastępcy przewodniczącego, a od 2021 zasiada w zarządzie regionalnym CSU w Monachium. W latach 2002–2003 był honorowym radnym miasta Monachium. Od 2003 zasiada w bawarskim Landtagu.
Od 2013 do 2018 pełnił funkcję sekretarza stanu w Bawarskim Ministerstwie Edukacji i Kultury, Nauki i Sztuki. Od 21 marca do 12 listopada 2018 sprawował urząd bawarskiego ministra ds. europejskich, cyfryzacji i mediów. Tego samego dnia został mianowany ministrem sprawiedliwości Bawarii. 
W latach 2013–2018 był zastępczym członkiem Bundesratu, a od 27 listopada 2018 jest jego pełnoprawnym członkiem.